# Ford Capri (Europa)
De Ford Capri is een sportieve vierzitscoupé van Ford.
De Capri werd in 1969 geïntroduceerd op het salon van Brussel. Het was een poging van Ford om een Europese variant van de Ford Mustang te verkopen. Gebaseerd op de Ford Cortina werd de auto in Groot-Brittannië (Dagenham en Halewood), België (Genk) en Duitsland (Saarlouis en Keulen) gebouwd. Aanvankelijk wilde men de naam Colt gebruiken, maar deze werd al gebruikt door Mitsubishi. De auto werd verkocht met een grote keuze uit motoren.
In 1972 kwam een kleine facelift, waardoor de auto comfortabeler vering kreeg en rechthoekige koplampen. In 1974 kwam de zogenaamde Mk 2 uit, waarbij de neus ingekort werd en de auto een hatchbackachterklep kreeg. In 1976 begon de aandacht voor de auto wat te verslappen en werd de auto enkel nog in Saarlouis gemaakt.
In 1977 kwam de laatste update uit, de Mk 3. De auto werd vanaf 1984 alleen nog maar in Groot-Brittannië verkocht. Bijna twee miljoen exemplaren werden verkocht.
In sportief opzicht was de Capri ook een succes; vele rally's en races werden gewonnen met de auto, zoals de 24 uur van de Nürburgring. Ook in de rallycross was het een succesvolle auto.
Een niet-verwante (op de Mazda 323 gebaseerde) auto werd door Ford tussen 1989 en 1994 in Australië gemaakt en naar de VS geëxporteerd als de Mercury Capri; zie Ford Capri (Australië).